# Moments in Time
Moments in Time ist ein Jazzalbum von Stan Getz, das vom 11. bis 16. Mai 1976 im Jazzclub Keystone Korner in San Francisco aufgenommen und am 19. Februar 2018 bei Resonance Records veröffentlicht wurde.

## Hintergrund
Im Mai 1976 trat der Saxophonist Stan Getz für eine Woche im Keystone Korner auf; jede Nacht war zweigeteilt. Den ersten Set spielte Getz mit seinem Quartett mit der Pianistin Joanne Brackeen, dem Bassisten Clint Houston und dem Schlagzeuger Billy Hart. Für den zweiten Set kam der brasilianische Gitarrist und Sänger João Gilberto hinzu, mit dem Getz bereits 1964 das Verve-Album Getz/Gilberto, eine der erfolgreichsten LPs der amerikanischen Bossa-Nova Welle aufgenommen hatte. Zur Feier der Veröffentlichung von Getz’ Reunion-Album mit João Gilberto, The Best of Two Worlds, buchte der Saxophonist eine Woche für Shows im Keystone, die von seinem Quartett unterstützt wurden und um Gilberto ergänzt waren.
Nach einer Einführung führt das Quartett Harry Warrens „Summer Night“ als Mid-Tempo-Hard-Bop aus. Als Vorbereitung auf Gilbertos Auftritt bietet die Gruppe eine luftige Version von Antonio Carlos Jobims Samba ‚O Grande Amor‘.
Auf dem Programm steht außerdem Soul-Jazz (Kenny Wheelers „The Cry of the Wild Goose“, bei dem Billy Hart Funk-Beats fallen lässt), eine Ballade (Horace Silbers „Peace“) und Latin-Bop (12 Minuten von Dizzy Gillespies „Con Alma“), eine Interpretation von Duke Ellingtons „Prelude to a Kiss“ und Jimmy Rowles’ „Morning Star“. Getz steht vor einer Rhythmusgruppe, die sich aus Musikern zusammensetzt, die alle Jahrzehnte jünger waren und später als Trio unter der Pianistin Joanne Brackeen selbständig arbeiten würden, schrieb Derek Taylor.
Im Jahr 2012 wandten sich die Resonance-Produzenten Zev Feldman und George Klabin an den ehemaligen Keystone-Besitzer Todd Barkan, um seine umfangreiche Sammlung von Aufnahmen aus dem Club zu durchforsten, und stießen auf die Getz-Bänder. Als Ergebnis dieser Recherchen erschienen vier Jahre später bei Resonance zwei Alben, eines mit dem Quartett und das andere mit Gilberto (Getz/Gilberto ’76). Die Edition enthält Liner Notes von Produzent Zev Feldman, Keystone Korner-Besitzer Todd Barkan und Interviews mit den Bandmitgliedern Billy Hart und Joanne Brackeen, ergänzt um Statements der Saxophonisten Branford Marsalis und Joshua Redman.
Joanne Brackeen spricht im Interview mit Feldman über das Spielen mit Getz:
„Ich denke, dass es tatsächlich auch das Quartett von seiner besten Seite zeigt, das wir schnell geworden sind und geblieben sind. Und er musste es wirklich wagen, uns einzustellen. Er hatte schon sein Ding. Er war schon berühmt. Er musste diese Band nicht haben. Und diese Band war verrückt! Ich meine, wir würden alles tun, was wir könnten. Wir waren nicht nur als Begleiter dabei... Und dann hört man, wie er darauf gespielt hat, es ist so lyrisch. Er spielt keine Note, die er nicht meint. Jederzeit. Ich denke, das ist das Einzige, was ich über ihn sagen würde, das für mich so einzigartig war. Und er hat auch so geredet, als er sprach.“

## Titelliste
- Stan Getz: Moments in Time (Resonance  HCD-2020[5])

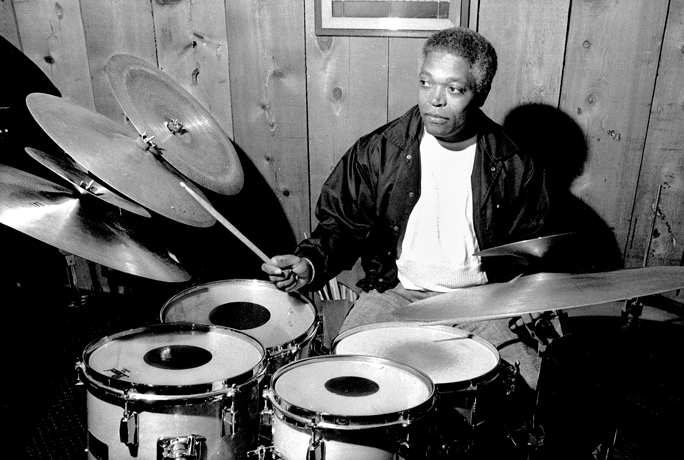
Billy Hart 2010 (Foto:Brian McMillen)

1. Summer Night (Al Dubin, Harry Warren) 9:18
2. O Grande Amor (Antônio Carlos Jobim, Vinícius de Moraes) 6:50
3. Infant Eyes (Wayne Shorter) 7:50
4. The Cry of the Wild Goose (Kenny Wheeler) 8:31
5. Peace (Horace Silver) 5:09
6. Con Alma (John Birks Gillespie) 12:22
7. Prelude to a Kiss (Irving Gordon, Edward Kennedy Ellington II, Irving Mills) 5:38
8. Morning Star (Johnny Mercer, Jimmy Rowles) 8:58

## Rezeption
Steve Greenlee meinte in JazzTimes, Moments in Time böte ein schönes, abwechslungsreiches Programm, das zweifellos einen typischen Set dieser Woche von Getz’ Engagement im Keystone Korner darstelle. „Getz ist hier Spitze, sein Tenor strahlt sowohl emotionale Wärme als auch Westküsten-Coolness aus. In der ersten Nummer ‚Summer Night‘ spielte Getz seine Solos für einige Minuten mit Muskulatur und Brackeen treibt ihn einen ausgedehnten, unermüdlichen Getümmel im Mittelteil des neunminütigen Songs voran. Jobims Samba ‚O Grande Amor‘ zeige Getz’ geschmeidige Linien und Harts lässigen Rhythmus. Getz spielt dann Wayne Shorters ‚Infant Eyes‘ mit seinem zurückhaltenden Spiel und einem atemberaubenden Vibrato, unterstützt von Brackeens einfühlsamen Comping und Houstons sparsamen Pflügen.“
Dave Gelly verlieh dem Album im britischen Guardian vier (von fünf) Sterne und meinte, im Vergleich zum gleichzeitig entstandenen Getz/Gilberto-Mitschnitt, der sich durch „sanften Minimalismus“ auszeichnete, klinge dieser Set „manchmal ziemlich heftig.“ Getz habe nun, mit fast 50 Jahren, „seine liebenswerte, coole Schule weit hinter sich gelassen und zog mit einer frischen, energischen jungen Band eine neue Generation von Bewunderern an.“ Die Pianistin Joanne Brackeen sei hervorragend; ihre weitreichenden Soli inspirieren Getz eindeutig zu wunderbar eindringlichen und aufregenden Improvisationen, insbesondere zu Wayne Shorters Komposition „Infant Eyes“. Getz habe zu dieser Zeit geäußert, so der Autor, dass er sich noch nie so frei und „total unterstützt“ gefühlt habe wie bei Brackeen, dem Bassisten Clint Houston und dem Schlagzeuger Billy Hart.

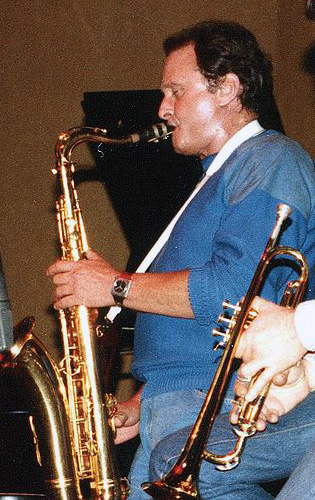
Stan Getz in Sandvika, Norwegen, Februar 1983

Matt Collar notierte in Allmusic, das dem Album 4½ (von 5) Sterne verlieh, Getz sei trotz seines Reichtums und Ruhmes, den er aus seinen ersten Bossa-Nova-Alben der 1960er Jahre zog, in den kommenden Jahren ein kreativ unruhiger, zukunftsweisender Künstler geblieben. Seine Band hier, die wohl eine seiner besten aus dieser Zeit sei, habe diese zukunftsweisende Vision auch mit Performances getragen, die die Grenze zwischen lyrischer Intimität und aggressiver, extrovertierter Improvisation überspannten. Man könne auch erkennen, wo Getz zu dieser Zeit seine Vorlieben hatte, indem er Standards wie „Summer Night“ mit harmonisch aufeinander geschichteten Stücken wie Wayne Shorters schläfrigen und schwülen „Infant Eyes“ und der flippigen Kenny Wheeler-Komposition „The Cry of The Wil Goose“ zusammenbrachte. Wie  Getz/Gilberto '76 sei Moments in Time ein durchdacht kuratiertes Paket, das einige der besten Live-Auftritte von Getz aus dieser Zeit enthalte.
Nach Ansicht von C. Michael Bailey (All About Jazz) sei der Saxophonist Stan Getz zwar durchaus als Innovator anerkannt, erlange jedoch selten die Aufmerksamkeit, die er verdiene, so wie viele seiner Zeitgenossen. Das sei es, was die Magie dieser zwei bisher nicht veröffentlichten Veröffentlichungen von Resonance Records ausmache. „Getz erinnert uns hier daran, was für eine herausragende Präsenz er im Jazz sowohl als Saxophonist als auch als Genre-Stylist war.“ Getz präsentiere sich in einer charakteristisch muskulösen Performance, die jedem Getz-Neuling helfen soll, zu wissen, worum es ging. Bei beiden Aufnahmen sei die Rhythmusgruppe gut aufgenommen, was Fran Gala zu verdanken ist, der den Sound wiederhergestellt und die Aufnahmen gemastert hat.
Derek Taylor ging in seiner Rezension des Albums für Dusted näher auf die Klangqualität des Mitschnitts ein. Wie schon bei früheren Projekten des Resonance-Labels sei die Genauigkeit an den Rändern etwas grob. „Brackeen kommt klar durch, aber der Bassist Clint Houston und der Schlagzeuger Hart sind von der Mischung etwas weniger gut bedient. Getz’ Tenor ist vorne und in der Mitte und herrlich erhalten.“ Weiter schrieb Taylor: „Brackeens bisherige Erfahrungen bei dem Tenoristen Joe Henderson gibt ihr eine Folie, ohne Angst Dinge harmonisch zu testen, und Hart stellt sich hinter seinem Kit vergleichbaren rhythmischen Herausforderungen. Getz antwortet auf seine Art und Weise“ und nehme sich ein Programm vor, das bekannte Balladen mit moderneren Kompositionen wie Shorters „Infant Eyes“ und Kenny Wheelers „The Cry of the Wild Goose“ ausbalanciere. Wenn man höt, wie er die vergleichsweise komplexen Konturen der letzten Stücke in Angriff nehme, könne man erkennen, so Taylor in seinem Resümée, wie vollständig er sein Horn beherrschen konnte.